# Rugulopteryx okamurae
Espèce
Synonymes
- Dilophus okamurae. E.Y.Dawson, 1950[1].
- Dictyota okamurae (E.Y.Dawson) Hörnig, R.Schnetter & Prud'homme van Reine, 1993.
- Dictyota marginata. Okamura, 1913.
- Dilophus marginatus. (Okamura) Okamura, 1915.

Rugulopteryx okamurae est une espèce d'algue brune de la famille des Dictyotaceae.

## Description
L'espèce est nommée en hommage au botaniste et phycologue japonais Kintaro Okamura (1867-1935).

### Habitat naturel
C'est une espèce d'algue brune originaire de l'océan Pacifique qui habite les côtes du Japon, de Chine et de Corée. Dans son habitat naturel, elle vit généralement à des profondeurs comprises entre 0,5 et 5 mètres, parfois jusqu'à 15 mètres.

### Espèce envahissante
En dehors de son habitat naturel, sa présence a été détectée dès 2002 dans la lagune côtière de l'étang de Thau en France, où elle est probablement arrivée à l'occasion d'une importation d'huîtres (Crassostrea gigas) en provenance du Japon pour l'aquaculture. Depuis 2015, elle s'est établie dans les eaux proches du détroit de Gibraltar, où elle se comporte comme une espèce envahissante et cause de sérieux dommages aux écosystèmes naturels de la région,. Sa présence est notamment préoccupante dans la calanque de Callelongue à Marseille.
L'espèce est inscrite depuis 2022 sur liste des espèces exotiques envahissantes préoccupantes pour l'Union européenne. Cela signifie qu'elle ne peut pas être importée, cultivée, commercialisée, plantée, ou libérée intentionnellement dans la nature, et ce nulle part dans l’Union européenne.
Elle est également considérée envahissante sur les côtes algériennes.